# Pietro Baracchi
Pietro Baracchi (Firenca, 25. veljače 1851. – 23. srpnja 1926.) bio je australski astronom, rođenjem Talijan. Bio je vladin astronom australske države Victorije od 1900. do 1915. godine.
Rodio se u Firenci. Završio je za građevinara. 1876. godine je otplovio za Novi Zeland, a uskoro se preselio u Australiju. Dobio je mjesto melbourneskoj zvjezdarnici. Potom ga se premjestilo u Darwin. Nakon što je obavio svoju zadaću mjerenja zemljopisnih dužina, vratio se u Melbourne i postao aktivni vladin astronom 30. lipnja 1895. nakon što se umirovio Robert L. J. Ellery.
Dobio je odličje Orden Krune Italije, viteškog reda Commendatore (3. razred). 1897. godine je postao predsjednikom Kraljevskog društva Victorije od 1908. do 1909. godine.
1910. godine je osnovao je zvjezdarnicu Mount Stromlo. 